# Синайи (кватрал в Гюнгьорен)
„Синайи“ (на турски: Sanayi) е квартал на Истанбул, разположен в околия Гюнгьорен. Общата му площ е 0,70 км2. Според данни на Адресната система за регистриране на населението (ABPRS) към 2023 г. населението на „Синайи“ е 12 116 жители.